# Dekschild

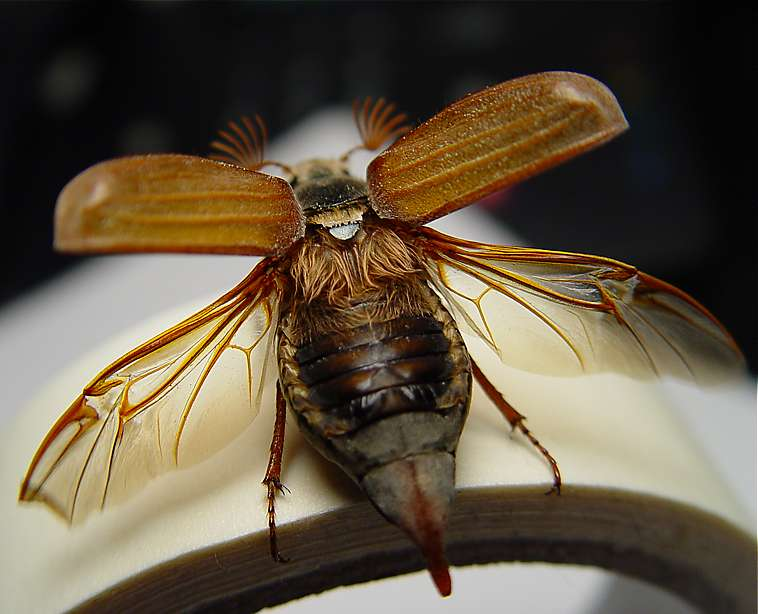
Meikever met opzij gevouwen dekschild

De dekschilden of elytra zijn bij kevers de verdikte en verharde voorvleugels, die zijn veranderd tot schilden die de er onder liggende achtervleugels en het achterlichaam (abdomen) beschermen. 
Ze worden (bij de meeste kevers) bij het vliegen opzij gevouwen en niet meer meebewogen. 
Bij de kortschildkevers (Staphylinidae) zijn de elytra korter, waardoor deze kevers enigszins op oorwormen (orde Dermaptera) lijken. 
Bij sommige kevers is de beschermende functie van de schilden zo belangrijk geworden dat ze in de middellijn met elkaar vergroeid zijn: deze kevers kunnen niet meer vliegen. 
Bij kevers uit de rozenkevergroep blijven de dekschilden bij het vliegen meestal gesloten, de vleugels komen zijdelings onder de dekschilden uit. 
De vorm, kleur, tekening en het oppervlak van de dekschilden zijn zeer belangrijke kenmerken bij het determineren van kevers.
De schilden van wantsen zijn deels verhard en hebben een membraanachtig vlies aan het einde. De voorvleugels van wantsen worden hierdoor hemi-elytra genoemd, wat half-bedekt betekent.